# Zeta (flod)
Zeta (av äldre serbiska för "skörd" eller "säd", jämför dagens žetva och žito) är en flod i republiken Montenegro. Den rinner upp nära Nikšić och sammanfaller med Morača nära Montenegros huvudstad Podgorica.
Den nedre delen av floden utsågs till naturreservat år 2019.